# とく報!4時ら
『とく報!4時ら』（とくほう よじら）は、静岡放送（SBSテレビ）で放送されていた地域密着型情報番組。放送時間は月曜 - 金曜 16:00 - 16:54。

## 番組概要
2004年10月4日に番組がスタート、当時は15:50からの放送だった。2005年6月1日にハイビジョン制作へ移行。
静岡県のテレビ各局は、NHK静岡放送局（不祥事による経費削減のため、2006年3月で17時台を打ち切り）、静岡朝日テレビ（とびっきり!しずおか）、静岡第一テレビ（静岡○ごとワイド）が既に夕方の情報ワイド番組を放送している。SBSも2004年秋から夕方ワイドに参入することで、これまで午前に放送してきた『Soleいいね!』を金曜日のみの放送として暖簾を分ける形で始まった。
当初はSBSとしては珍しくタレントが司会であったり、キッチンカーなるものを出動させたりしていたが、2005年10月からは現在の形に落ち着いた。他局の夕方ワイドがグルメ企画に頼りつつある中、中継を多用するなどニュース性を強めることで一線を画した。
番組は2009年3月20日に終了。SBS夕方の情報ワイド番組は『SBSテレビ夕刊』と統合され、『SBSイブニングeye』に引き継がれた。

## その他
- 2007年5月22日には、SBSのキー局・TBSの『リンカーン』が乱入するような形でメンバーらが旗などを掲げ（カメラの向きに合わせて）たり、中継終了間際になると変顔などをしてカメラに映り、終了時には中継担当リポーターと一緒にスタジオにいる出演者を呼んだりした。また、天気予報でも画面右隅に番組の大きい旗を掲げたメンバーが小さく映ったりした。
- 2008年11月7日、SMAPの中居正広（グループは2016年末に解散）とTBSアナウンサーの安住紳一郎が、中居の主演映画『私は貝になりたい』をPRするために本番組にゲスト出演した（安住は同作品の名誉宣伝部長）。この模様は、同年11月18日放送のTBS系『ぴったんこカン・カン』で全国放送された。ちなみに、中居らが出演している際のADは泉ピン子が務めた。

## 出演者
☆はSBSアナウンサー、★は元SBSアナウンサー

### 司会
- 大石吾朗（月曜 - 木曜／2004年10月 - 2005年9月）
- 鈴木康子（月曜 - 金曜／2004年10月 - 2005年9月、当時☆）
- 中澤志月（月曜 - 木曜／2005年10月 - 2006年12月、当時☆）
- 首藤美貴★（金曜／2005年10月 - 2007年9月）
- 野田靖博☆（月曜 - 金曜／2005年10月 - 2009年3月、以前は月曜 - 木曜）
- 平尾典子（月曜 - 木曜／2007年1月 - 2009年3月、以前は中継）
- 鬼頭里枝☆（金曜・兼リポーター／2007年10月 - 2009年3月）

### 中継
- 柳家松太郎（2004年10月 - 2005年9月）
- 石島さわか（2004年10月 - 2005年3月）
- 大石岳志☆（月曜／2005年4月 - 2005年9月）
- 國本良博☆（月曜・木曜）
- 長谷川玲子★（火曜・兼リポーター）
- 牧野克彦☆（隔週金曜・兼リポーター、以前は金曜司会）
- 原田亜弥子☆（隔週金曜）

### リポーター
- 西尾あい（元中部日本放送アナウンサー）
- 吉田幸真☆（以前は中継）
- 松永直子☆（2006年4月 - 2009年3月）
- 高塚奈央子☆（2007年10月 - 2009年3月）
- 伊藤充宏（木曜、SBS専任局長）
- 牧野光子（金曜、元NHK静岡放送局キャスター）
- 阿部滋子

### 県内ニュース
いずれも『SBSテレビ夕刊』担当キャスターで、野路と水野・小沼のいずれか一方が出演。
- 野路毅彦☆
- 水野涼子☆（月曜 - 水曜）
- 小沼みのり☆（木曜・金曜）